# Пётр I Карагеоргиевич
Пётр I Карагео́ргиевич (серб. Петар I Карађорђевић; 29 июня (11 июля) 1844, Белград — 16 августа 1921, Белград) — первый сербский король из династии Карагеоргиевичей (с 1903); в 1918 стал первым королём сербов, хорватов и словенцев. Большу́ю часть времени своего правления провел под регентством своего сына Александра. Является одним из самых популярных правителей Сербии, вследствие своих демократичных реформ.

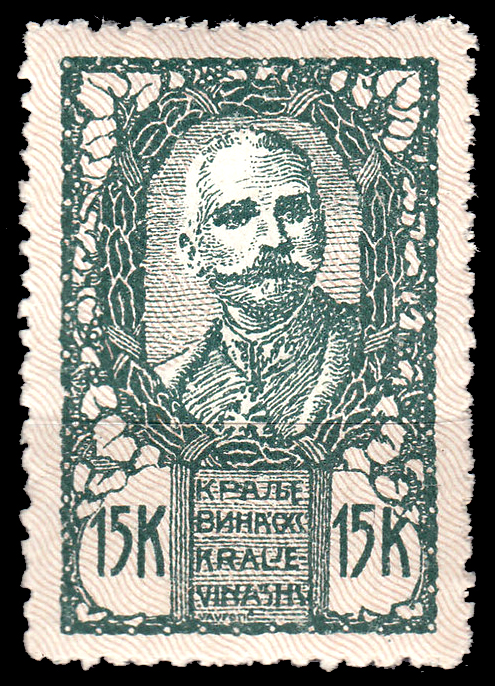
Король Пётр на первой почтовой марке Королевства СХС (1920)

## Биография
Родился 29 июня 1844 года. Пятый (из двух выживших) сын сербского князя Александра Карагеоргиевича и княгини Персиды из известного сербского рода Ненадовичей. Внук Карагеоргия.
После отречения отца, князя Александра, жил с 1858 г. в Валахии, затем во Франции, где получил образование в военной академии Сен-Сир. Служил во французском Иностранном легионе. Участвовал во Франко-прусской войне (1870—1871) и Боснийско-герцеговинском восстании (1875). Участие Петра добровольцем в Сербско-турецкой и русско-турецкой войне 1876—1878 гг. омрачалось конфликтом с королём Миланом, подозревавшим его в желании использовать ситуацию для получения власти в стране. После восстания в Топличском округе на юге Сербии Милан открыто обвинил Петра в государственной измене и сотрудничестве с турками, после чего Петру пришлось бежать в Австро-Венгрию, где он был интернирован до конца войны, после чего вернулся во Францию. В 1879 году состоялось судебное разбирательство против Петра и его ближайших спутников в Смедерево. Истец, князь Милан, утверждал, что Пётр и его последователи пытались свергнуть династию Обреновичей и восстановить правление Карагеоргиевичей. Петру и его товарищам было предъявлено обвинение в государственной измене, для которой единственным возможным наказанием была смерть. Поскольку он жил в Париже во время разбирательства, Пётр был заочно осуждён и приговорён к смертной казни через повешение.
В 1883 году Пётр женился на дочери черногорского владыки Николы I Зорке Петрович и перебрался в Черногорию в Цетинье. Брак нарушил неустойчивый баланс сил и вызвал тревогу в австро-венгерской, российской и сербской столицах. После смерти отца Пётр унаследовал княжеский титул, но его финансовое положение ухудшилось, усилилась зависимость от тестя и от России, некогда поддерживавшей Карагеоргия и недовольной проавстрийской ориентацией Милана Обреновича. После Сербско-болгарской войны Пётр и Николай вынашивали план попытки переворота в Сербии, но в последний момент Николай отказался от затеи, чем испортил отношения с Петром. В 1894 году он вместе с детьми уехал в Женеву, где оставался до 1903 года. В 1899 году Николай II пригласил князей Георгия и Александра, а также племянника Петра Павла бесплатно поступить в Пажеский корпус. Из-за его плохого финансового положения, которое помешало ему отправить мальчиков в частные школы в Швейцарии, Пётр принял предложение царя.
59-летний Пётр Карагеоргиевич вернулся из эмиграции и был возведён на престол после убийства короля Александра Обреновича сербскими офицерами во главе с полковником Драгутином Димитриевичем (Аписом). При этом ему пришлось приблизить ко двору и наградить многих заговорщиков, что надолго испортило отношения с европейскими державами.

Белград, 15 июня. Обращение Короля к армии. «Возлюбленная армия! Вступая на почву дорогого отечества, моей и предков колыбели, приветствую сердцем прежде всего тебя, надежду сербского народа, моя дорогая, мужественная армия! Вступая на престол славных предков, я беру на себя также и главное командование сербской армией, которая под руководством моего бессмертного деда изумляла мир своей доблестью и военными подвигами и позднее, во время войн за освобождение сербского народа, дала так много доказательств военных качеств, что я считаю за счастье, что Бог даровал, а сербский народ доверил мне главное командование. Офицеры, унтер-офицеры, солдаты! В торжественную минуту принятия на себя главного командования приветствую вас словами: "Господь с вами, соколы сербского народа! Офицеры! Принимая главное командование, я счастлив, видя всех сплоченными вокруг моего трона и проникнутыми верностью и преданностью мне и идеалам нашего отечества. Я буду стараться сохранить единодушие, ценя и награждая всех и каждого из вас только по военным заслугам и добродетелям. Все вы одинаково дороги мне, и я только требую, чтобы вы искренно отдавались избранному призванию и помогали мне вести вас по пути чести и славы. Да здравствует армия, надежда сербского народа!»

Заговорщики обеспечили ему восшествие на престол, поскольку Пётр Карагеоргиевич был очень популярен в народе, считался либералом, франкофилом, был в родстве с черногорским правящим домом, имел репутацию друга России, но что самое главное — явно не отличался решительностью, в результате чего сербский государственный аппарат опутала «Чёрная рука» — возглавляемая Аписом террористически-патриотическая организация, боровшаяся за объединение южных славян. Лишь премьер-министр Никола Пашич контролировал сферы гражданской власти, остальное руководство пытались удерживать военные чиновники и столь выделяющаяся в их среде «Чёрная рука». В итоге король Пётр, стремившийся к установлению конституционной монархии европейского образца, не смог в полной мере осуществить желаемой программы преобразований, а куда более могущественным человеком стал его младший сын — королевич Александр, и сам состоявший в «Чёрной руке». Старший сын Петра, Георгий, отличавшийся импульсивным характером, в 1909 году забил до смерти в припадке ярости своего слугу, и его заставили отречься от престолонаследия (оппозиция боялась, что принц может втянуть страну в войну с Австро-Венгрией на фоне Боснийского кризиса). Но стать абсолютным владыкой Драгутину Дмитриевичу не удалось — опасаясь усиления влияния «Чёрной руки», придворные круги близкие к Александру добились в 1917 году ареста, процесса над ним и казни его и всех его приближённых по приговору сербского военного суда (Салоникский процесс).
19 августа 1911 года стал шефом российского 14-го пехотного Олонецкого полка.
Образованный на западе король попытался либерализовать Сербию с целью создания конституционной монархии в западном стиле. Король Пётр I постепенно стал очень популярен благодаря своей приверженности парламентской демократии, которая, несмотря на определённое влияние военных в политической жизни, функционировала должным образом. Сербская Конституция 1901 года стала пересмотренной версией Конституции 1888 года. Правительства выбирались из парламентского большинства, в основном из Народной радикальной партии во главе с Николой Пашичем и Независимой радикальной партией во главе с Любомиром Стояновичем. Сам король Пётр выступал за более широкое коалиционное правительство, которое бы стимулировало демократию и помогало проводить независимый курс во внешней политике. В отличие от австрофильной династии Обреновичей, король Пётр I полагался на Россию и Францию, что вызвало растущую враждебность у Австро-Венгрии. Как король Сербии Пётр совершил два торжественных визита в Санкт-Петербург и Париж в 1910 и 1911 годах соответственно, в которых его приветствовали как героя демократии и национальной независимости на бедных Балканах.
Правление Петра I с 1903 по 1914 год запомнилось как «Золотой век Сербии» из-за неограниченных политических свобод, свободной прессы и культурного влияния среди южных славян, которые наконец увидели в демократической Сербии «Пьемонт южных славян». Король Пётр I поддерживал движение югославской унификации, принимал в Белграде различные культурные собрания. В 1905 году в Белградский университет была переоборудована Великая школа Белграда с такими известными учёными, как Йован Цвиич, Михаило Петрович, Слободан Йованович, Йован М. Жужович, Богдан Попович, Йован Скерлич, Сима Лозанич, Бранислав Петрониевич. Пётр приобрёл огромную популярность после Балканских войн. в 1912-1913 гг., которые имели большой успех, ознаменованный захватывающими военными победами над османами, за которым последовало освобождение «Старой Сербии» (Косовский Вилает) и в основном славяно-населенной Македонии. Территория Сербии удвоилась, и её престиж среди южных славян (в частности, хорват и словенцев, среди сербов в Австро-Венгрии, в Боснии и Герцеговине, Воеводине, Военной границе, Далмации, Славонии) значительно возрос, а Пётр воспринимался как главный символ этого и политического, и культурного успеха.
После очередного витка конфликта между военными и гражданскими властями весной 1914 года (когда пришлось отменить раздражавший военных националистов указ Протича о старшинстве гражданских властей) король Пётр решил «уйти в отставку» из-за плохого состояния здоровья, присвоил 25 июня (8 июля) 1914 года монаршие прерогативы своему сыну Александру, который стал при отце регентом.
Король, проводя большую часть своего времени в различных сербских курортах, оставался относительно бездействующим во время Первой мировой войны, хотя изредка, когда военная ситуация ставилась близкой к критической, он посещал позиции на передовой, чтобы поднять боевой дух своих войск. Его визит на линию огня перед битвой при Колубаре в конце 1914 года усилил моральный дух отступающих сербских сил и обратил контрнаступление в победу против численно превосходящих австро-венгерских сил. Во время ещё одного такого визита в 1915 году 71-летний король, взяв винтовку, стрелял в солдат противника. После вторжения в Сербию совместных сил Германии, Австро-Венгрии и Болгарии в октябре 1915 года король Пётр I привёл армию и десятки тысяч гражданских беженцев через высокие горы Албании к Адриатическому морю на «Голгофу, известную немногим народам».
После резкого отступления в суровую зиму через враждебную среду албанских нагорий от Призрена до албанской литорали, в которой проживало более 100 000 человек, король и его армия, измученные холодом и голодом, в конечном итоге были доставлены союзниками на Корфу в начале 1916 года. На остальную часть Первой мировой войны король Пётр I, уже очень больной, оставался на греческом острове Корфу, который стал резиденцией сербского правительства в изгнании до декабря 1918 года.
Во время Первой мировой войны непосредственно командовал войсками; не вынеся тяжести военных бедствий, заболел, передав полномочия сыну королевичу Александру, ставшему регентом.
При провозглашении Королевства сербов, хорватов и словенцев 1 декабря 1918 года 74-летний Пётр последний раз появился на публике. Он умер через два с половиной года, 16 августа 1921 года от воспаления лёгких в Белграде. Он был торжественно похоронен в монастыре в Опленаце, церкви Святого Георгия в окрестностях Тополы в Центральной Сербии, где его дед Карагеоргий, основатель династии, поднял восстание против османов в 1804 году.

## Семья
Женат (с 1883) на Зорке (1864—1890), дочери черногорского князя (впоследствии короля) и поэта Николы I Петровича Негоша. Таким образом, он породнился с царствующими династиями России и Италии.
- Двое из их детей умерли во младенчестве
- Дочь Петра, Елена Сербская, в 1911 стала женой русского князя императорской крови Иоанна Константиновича.
- Александр I Карагеоргиевич
- Георгий Карагеоргиевич

## Награды
- 20 марта (2 апреля по новому стилю) 1910 года Николай II наградил Короля орденом Святого апостола Андрея Первозванного[8] и орденом Святого Александра Невского[9].
- Также награждён орденом Святого Саввы и орденом Святого Благовещения.

## Галерея

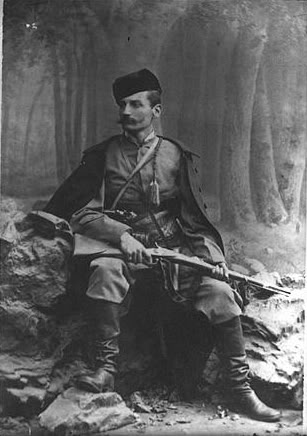
1875 год. Будущий король Пётр I воевал под псевдонимом Петар Мркоњић
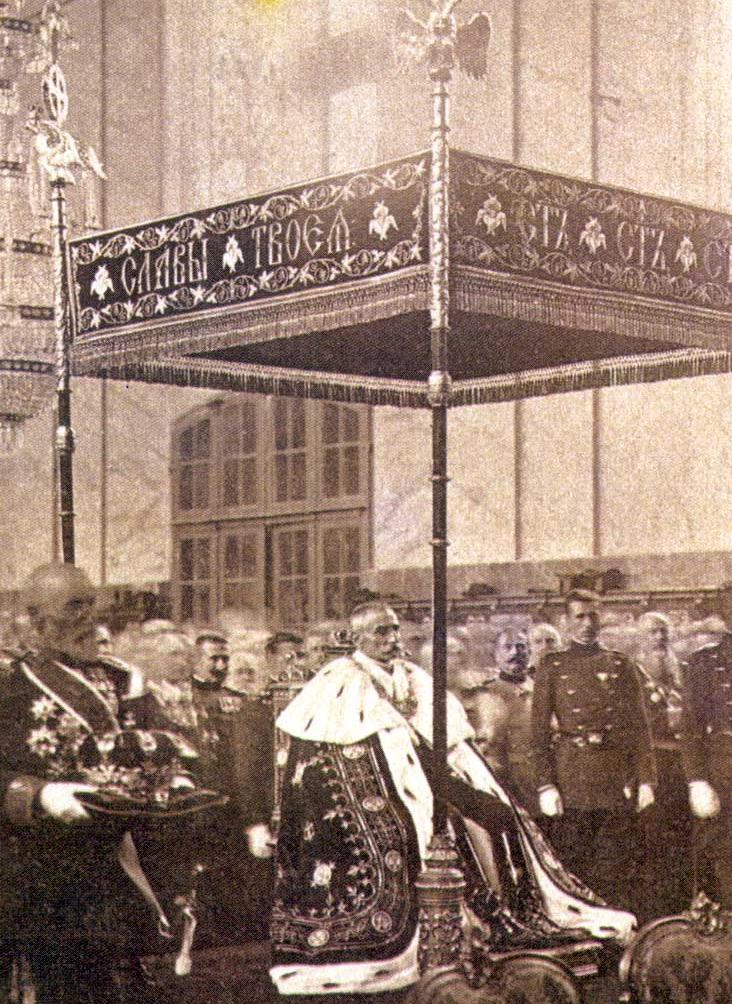
Пётр Карагеоргиевич на коронации (1904 год)
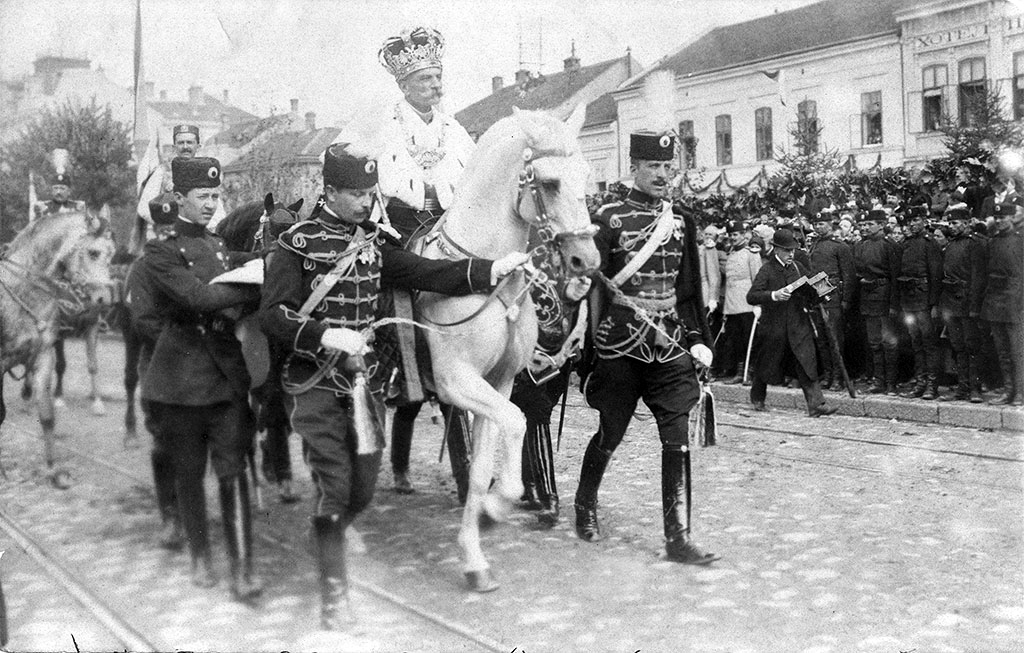
Король Пётр после коронации
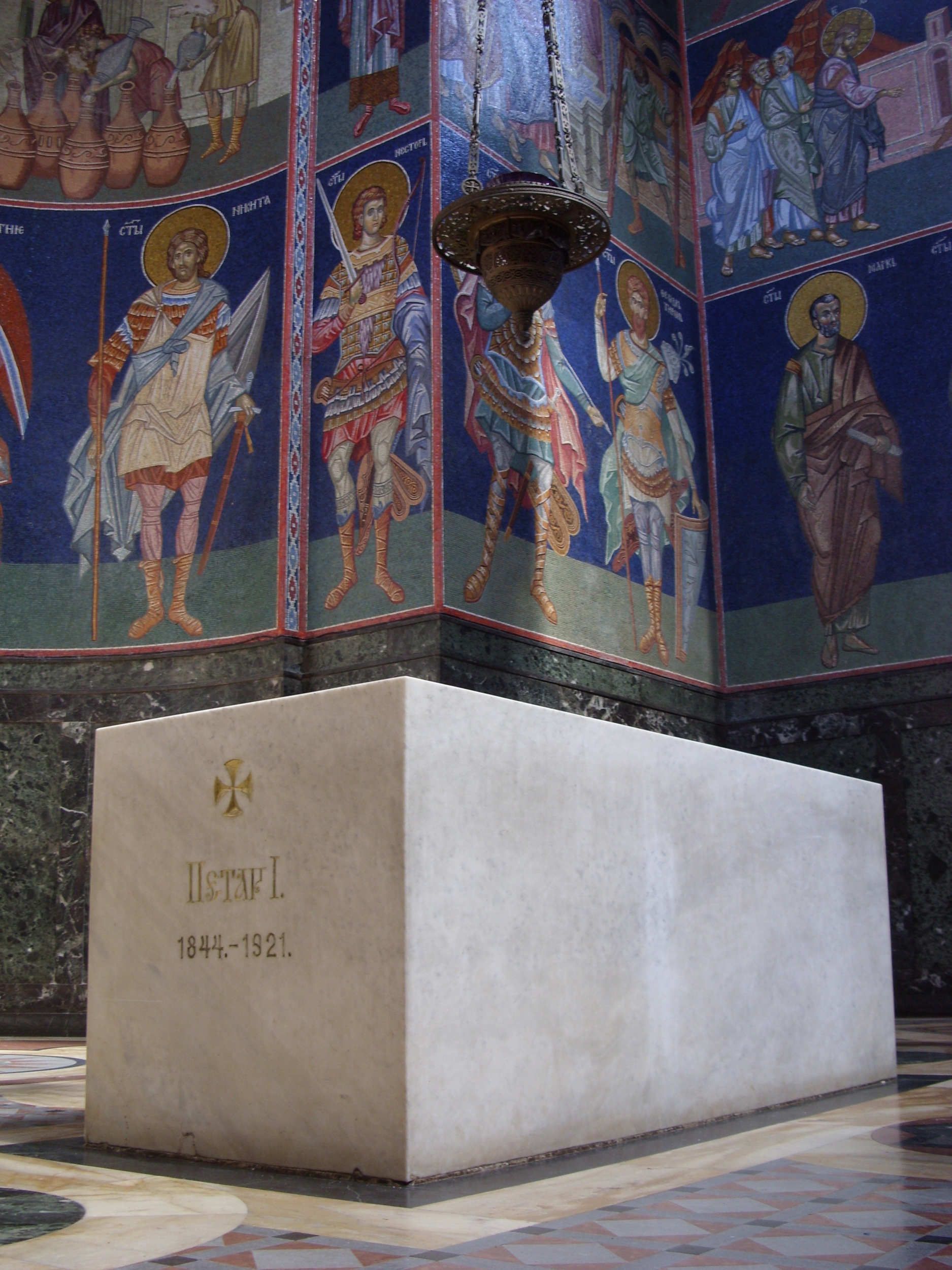
Гробница короля в городе Топола